# 엠퍼시
엠퍼시(Empathy)는 텍스트, 음성, 비디오, 파일전송, 다수의 서로 다른 프로토콜을 지원하는 인스턴트 메시징 클라이언트 소프트웨어의 한 종류이다.
엠퍼시는 그놈 데스크톱 환경에서 주로 사용되는데, 그놈 2.24부터 기본적으로 탑재되기 시작하였다. 우분투와 페도라의 경우 각각 우분투 9.10과 페도라 12부터 기존에 기본적으로 탑재되었던 피진을 대신하여 엠퍼시가 탑재되었다.

## 지원 프로토콜
엠퍼시는 피진이 지원하는 대다수의 프로토콜을 지원한다.